# Two Step Cliffs
Die Two Step Cliffs (englisch für Zweistufenkliffs) sind 680 m hohe Kliffs an der Ostseite eines Berges mit abgeflachtem Gipfel auf der westantarktischen Alexander-I.-Insel. Sie ragen unmittelbar östlich des Mars-Gletschers an der Ostküste der Insel auf.
Erstmals gesichtet und fotografiert wurden sie bei einem Überflug am 23. November 1935 durch den US-amerikanischen Polarforscher Lincoln Ellsworth. Diese Luftaufnahmen dienten dem US-amerikanischen Kartografen W. L. G. Joerg einer ersten Kartierung. Teilnehmer der British Graham Land Expedition (1934–1937) unter der Leitung des australischen Polarforschers John Rymill nahmen 1936 eine Vermessung vor. Teilnehmer der United States Antarctic Service Expedition (1939–1941) benannten die Formation als Two Step Mountain. Diese deskriptive Benennung wurde infolge einer weiteren Vermessung durch den Falklands Islands Dependencies Survey im Jahr 1949 in die heute gültige Form übertragen.